# Rovná (ort i Tjeckien, Södra Böhmen)
Rovná är en ort i Tjeckien.   Den ligger i regionen Södra Böhmen, i den centrala delen av landet, 100 km söder om huvudstaden Prag. Rovná ligger 425 meter över havet och antalet invånare är 243.
Terrängen runt Rovná är platt.Runt Rovná är det ganska glesbefolkat, med 38 invånare per kvadratkilometer. Närmaste större samhälle är Písek, 14,2 km öster om Rovná. Trakten runt Rovná består till största delen av jordbruksmark.